# Lothar Engelhardt
Lothar Engelhardt  (* 5. Juli 1939 in Wangenheim, Landkreis Gotha; † 5. April 2010 in Potsdam) war ein deutscher Offizier und Generalmajor der Nationalen Volksarmee (NVA) der Deutschen Demokratischen Republik. Engelhardt war der letzte Chef der NVA.

## Leben
Lothar Engelhardt wurde als Sohn einer Bauernfamilie geboren. Nachdem er das Abitur an der damaligen Kadettenschule der NVA in Naumburg abgelegt hatte, trat er 1959 in die Nationale Volksarmee (NVA) der DDR ein und wurde Soldat im NVA-Wachregiment Hugo Eberlein. Dort bewarb er sich als Berufssoldat und wurde zur Offiziersausbildung an die Panzerschule Großenhain kommandiert. Nach erfolgreichem Abschluss und der Ernennung zum Offizier diente er bis 1962 als Zugführer im Panzerregiment 15. In diesem Truppenteil wurde er 1962 auch Mitglied der SED.
Wegen permanent sehr guter Leistungen im Truppendienst wurde Engelhardt von 1962 bis 1964 zur Ausbildung an das  Militärwissenschaftliche Institut des Ministeriums für Nationale Verteidigung (MfNV) für Aufklärungsoffiziere kommandiert. Nach erfolgreichem Lehrgangsabschluss diente er anschließend bis 1966 in einer Stabsverwendung der Verwaltung Aufklärung des MfNV. Danach folgte wieder eine Truppenverwendung als Kompaniechef im Aufklärungsbataillon 7 der 7. Panzerdivision. Da er auch hier ausgezeichnete Leistungen zeigte, wurde er von 1970 bis 1973 zum Hochschulstudium an die Malinowski-Militärakademie der Panzertruppen der UdSSR delegiert.
Nach Studienabschluss als Diplom-Militärwissenschaftler diente er  bis 1976 als Oberoffizier Aufklärung im Kommando des Militärbezirks III in Leipzig. Von 1976 bis 1978 war er dort Leiter einer Arbeitsgruppe im Bereich Chef Aufklärung. In dieser Zeit besuchte der inzwischen zum Oberstleutnant beförderte mehrere Speziallehrgänge, so unter anderem Sprachlehrgänge im Fach Französisch am Institut für Sprachausbildung der NVA in Naumburg (Saale). Danach wurde Engelhardt von 1978 bis 1980 zum Leiter der Unterabteilung Truppenaufklärung beim Chef Aufklärung im Kommando Landstreitkräfte nach Geltow berufen. Daran schloss sich eine Verwendung nunmehr als Chef Aufklärung im Kommando Militärbezirk III an. Im Anschluss wurde Engelhardt von 1982 bis 1984 zur Generalstabsausbildung an die Militärakademie des Generalstabes der Sowjetischen Streitkräfte delegiert. Nach erfolgreichem Studium wurde Oberst Engelhardt zum Chef Aufklärung im Kommando Landstreitkräfte berufen. In dieser Verwendung arbeitete er bis 1987. Von 1987 bis 31. Dezember 1989 fungierte er als Stellvertreter des Chefs des Stabes für operative Arbeit des Kommandos der LaSK. Am 1. März 1988 wurde er von Erich Honecker zum Generalmajor ernannt. Vom 1. Januar 1990 bis September 1990 war er Stellvertreter des Chefs Landstreitkräfte und Chef des Stabes (Nachfolger von Horst Skerra). Am 15. September 1990 erfolgte seine Berufung zum Chef der NVA (Nachfolger von Theodor Hoffmann). Mit Außerdienststellung der NVA wurde Generalmajor Engelhardt mit Wirkung vom 2. Oktober 1990 entlassen. Danach arbeitete er mit Sondervertrag als Berater im Stab Jörg Schönbohms des Bundeswehrkommandos Ost.
Engelhardt wohnte zuletzt in Schwielowsee. Er starb am 5. April 2010 im Alter von 70 Jahren.

## Auszeichnungen
- Kampforden „Für Verdienste um Volk und Vaterland“ in Silber
- Verdienstmedaille der DDR
- Verdienstmedaille der Nationalen Volksarmee in Gold
- Medaille der Waffenbrüderschaft
- Medaille 30. Jahrestag der Gründung der DDR
- Medaille für treue Dienste in der Nationalen Volksarmee in Bronze, Silber, Gold und Sonderstufe